# Dux Moesiae secundae

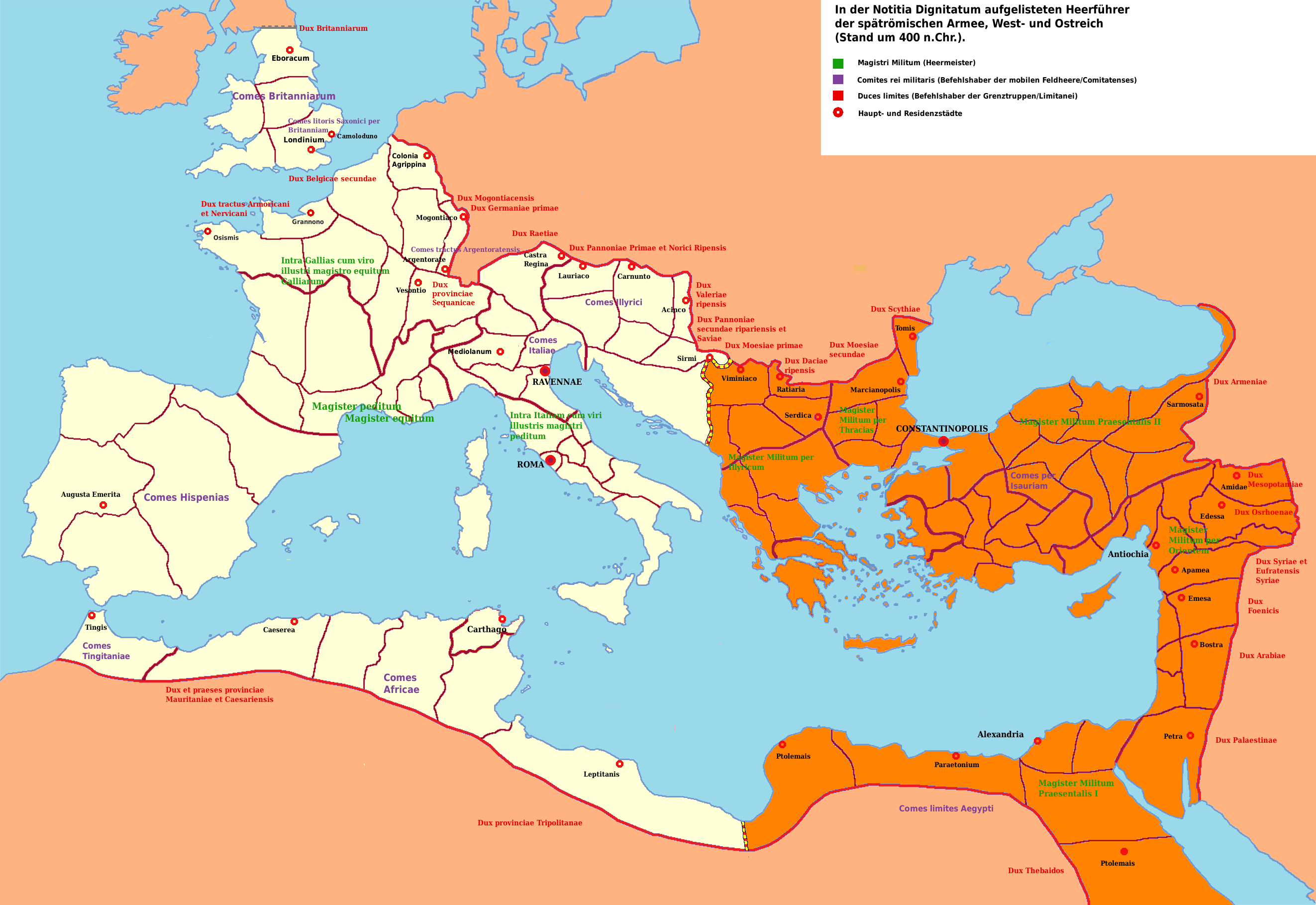
Heerführer der Comitatenses und Limitanei im 5. Jahrhundert n. Chr.

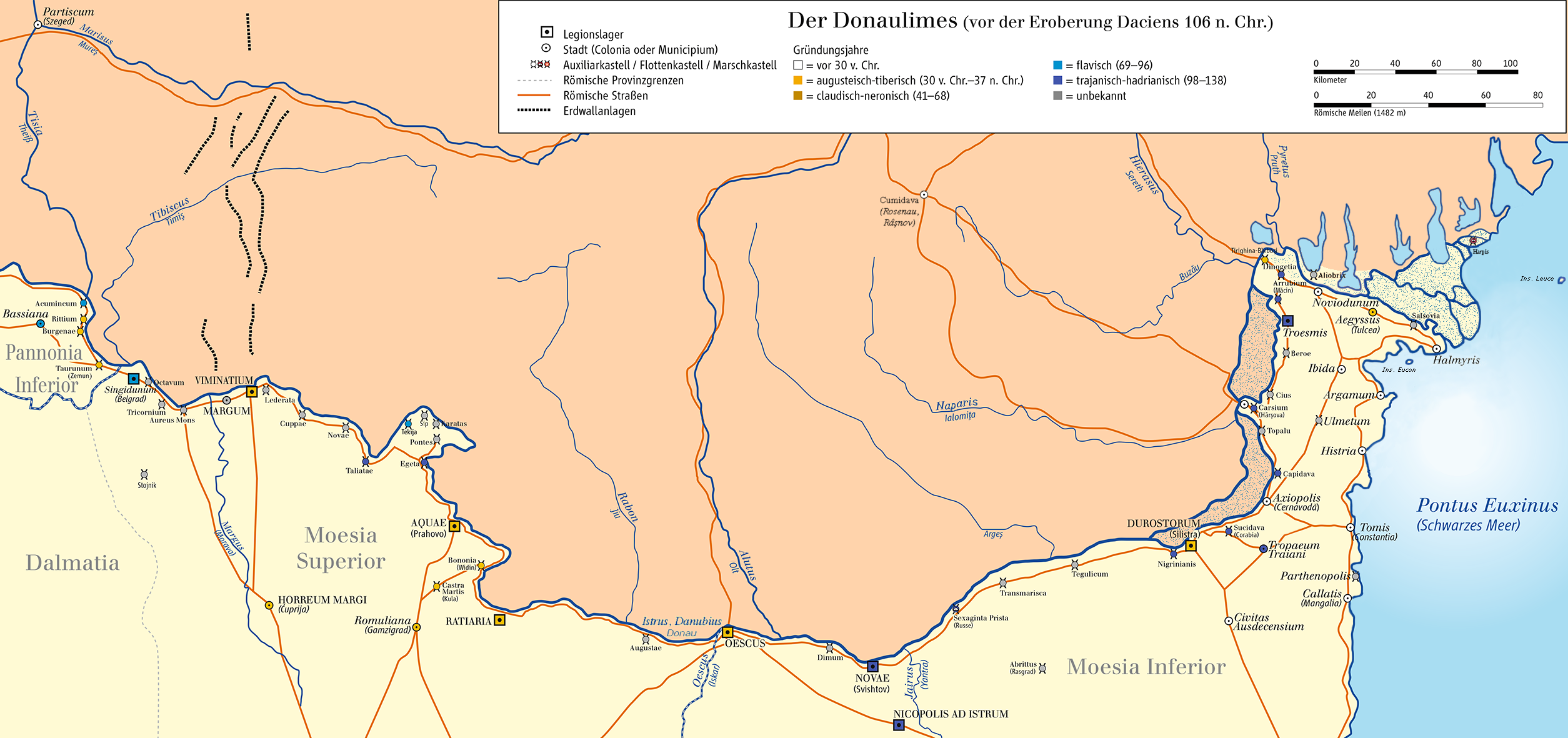
Karte des mösischen Limes

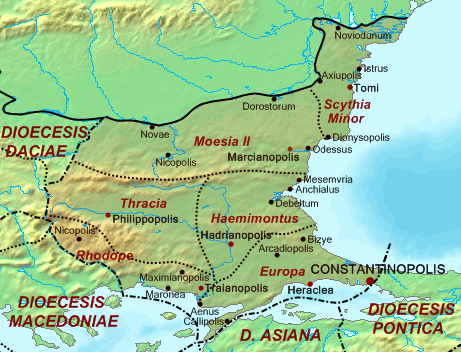
Karte der Diözese Thrakien um 400 n. Chr.

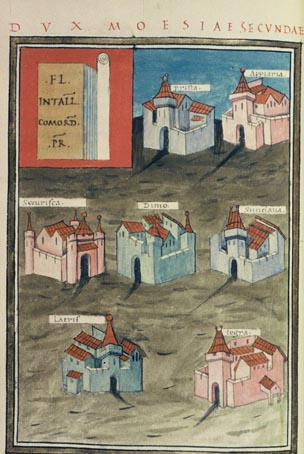
Notitia Dignitatum, Kastelle unter dem Befehl des Dux der Moesia II: Prista, Appiaria, Securisca, Dimo, Sucidava, Latris, Tegra

Der Dux Moesiae secundae (Heerführer der Moesia II) war ein hoher Offizier der oströmischen Armee und Kommandeur der Grenztruppen an der unteren Donau.
Sein Zuständigkeitsbereich (ducatus) erstreckte sich auf den Limes der Moesia II, das entspricht dem Territorium im Nordosten des heutigen Bulgarien. Es handelte sich dabei größtenteils um eine Flussgrenze (ripae). Die meisten ihrer Kastelle standen am Südufer der Donau. Gleichzeitig dürfte der Dux aber auch die Truppen in den Binnenprovinzen
- Rhodope und
- Thracia

befehligt haben. Sein direkter Vorgesetzter war der Magister militum per Thracias.
In der Rangordnung des spätrömischen Reichsadels nahm ein Dux die Stellung eines vir spectabilis ein.
Ein namentlich bekannter Dux ist Rumoridus.

## Entwicklung
Die mit dem Regierungsantritt Diokletians eingeleitete Reichsreform schlug sich auch in der Organisation der moesischen Provinzen nieder. Die Hauptstadt der nun verkleinerten Provinz Moesia inferior,  ab da die Moesia II, blieb Marcianopolis. Der Ostteil Niedermösiens mit dem Legionslager Troesmis war der ebenfalls neugegründeten Provinz Scythia minor zugeschlagen worden. Diese beiden Uferprovinzen bildeten, zusammen mit den neugegründeten vier thrakischen Binnenprovinzen
- Thracia,
- Haemimontus,
- Rhodope und
- Europa

als Verwaltungseinheit die Dioecesis Thraciae. Der Druck der Wandervölker auf die Grenzen an der mittleren und unteren Donau verstärkte sich nach der Mitte des 4. Jahrhunderts massiv. Die Kaiser erließen deswegen eine Reihe von Anordnungen für die Verteidigung und Befestigung der Grenze. Nach der Schlacht von Adrianopel (378) verlor Ostrom zunehmend die Kontrolle über seine Donaugrenze. Spätestens unter der Herrschaft von Theodosius I. wurden die Dukate der Daciae, Moesia II und Scytiae, die in der Notitia Dignitatum als eigenständig angeführt sind, wieder in einem Militärbezirk zusammengefasst. 382 überließ Konstantinopel schließlich visigotischen Foederaten das Gebiet zwischen der Donau und dem Balkangebirge (d. h. die Provinzen Dacia Ripensis und Moesia Secunda) zur Verteidigung. Im Jahr 390 wurde der visigotische Heerkönig Alarich zum Magister militum der Moesia I und Dacia Ripensis ernannt, im Jahr 397 zum Magister militum per Illyricum, nachdem er lange Jahre Thrakien und Dakien besetzt gehalten hatte. Zwischen den Jahren 408 und 410 zogen die Visigoten aus der Provinz Richtung Weströmisches Reich ab. Die Balkan-Diözesen wurden Mitte des 5. Jahrhunderts von den Hunnen verwüstet. An der Wende vom 6. auf das 7. Jahrhundert wurde die Donauregion schließlich von den Awaren und Slawen überrannt.

## Verwaltungsstab
Das Officium (Verwaltungsstab) des Dux umfasste folgende Ämter:
- Principem de eodem officio, qui completa militia adorat protector (Kanzleileiter, nach Ende seiner Dienstzeit als Leibwächter)
- Numerarios et adiutores eorum (Zahlmeister und Hilfskräfte)
- Commentariensem (Buchführer und Rechtskundiger)
- Adiutorem (Assistent)
- A libellis siue subscribendarium (Untersekretär und Einlaufstelle)
- Exceptores et ceteros officiales (Schreiber und andere Beamte)[7]

## Truppen
Die Truppenliste (distributio) des Dux wurde nur in der Notitia Dignitatum überliefert. Alle Einheiten zählten zu den Grenztruppen (Limitanei). Sie gibt wahrscheinlich den Sollstand zwischen den Jahren 394 und 396 wieder. Außerdem sind auch drei – im Minus Laterculum – verzeichnete Kohorten unter seinem Befehl angegeben. Solche Einheiten hatten nur geringen Kampfwert und sicherten zumeist Vorposten, Straßen und Dörfer.
Laut Notitia waren die Überwachungsabschnitte an der Donau in einen Oberen (pedatura/partes superioris) und einen Unteren (pedatura/partes inferioris) geteilt. Dies ist auch bei der Moesia II der Fall. Zwei Präfekten dürften für die Marinesoldaten zuständig gewesen sein die den Fluss überwachten, zwei andere – vermutlich – für die jeweiligen Kastelle. Die Marineeinheiten standen auch nicht immer entweder flussauf- oder flussabwärts der Hauptquartiere, wie die Notitia suggeriert. Garnison und Flusspolizei der Legio IX waren z. B. im selben Lager stationiert. Die gegenständlichen Abschnitte wurden seltsamerweise immer von der fünften Kohorte gesichert. Laut Karlheinz Dietz handelte es sich dabei wohl um eine Fehlinterpredation des Kürzels CHTV (c[o]h[or]t[i]u[m]) seitens der mittelalterlichen Kopisten der Notitia.
Obwohl nur drei Marineeinheiten angegeben werden, müssen die Legionen auch über Flusskampfschiffe verfügt haben. Im Codex Theodosianus ist im Abschnitt 7.17 für die untere Donau von Schiffsneubauten und Instandsetzungen die Rede. Insgesamt dürften demnach im 5. Jahrhundert etwa 100 Lusorien in der Moesia II und 125 in der benachbarten Scythia in Dienst gestanden haben. Weiters werden in dem Erlass auch agrarienses und iudicariare erwähnt. Um welche Schiffstypen es sich dabei handelte oder welche Funktion sie innehatten, ist unbekannt.

## Distributio Numerorum
Die Notitia Dignitatum beinhaltet noch die alten Offiziersränge und Organisationsstrukturen aus der ersten Tetrarchie, die offensichtlich bis zum Zusammenbruch des Westreichs gültig blieben. In der Auflistung der dem Dux unterstellten Einheiten wird folgender Offiziersrang genannt:
Praefectus: Dieser Rang (= „mit der Verantwortung betraut“) bezeichnete in der spätrömischen Armee sowohl einen Kommandeur einer Kavallerie- oder Flotteneinheit (praefectus classis) als auch einer Infanteriekohorte. In der Kaiserzeit wurden dieser Rang den Kommandeuren der Hilfstruppenkohorten verliehen, die Offiziere der Kavallerieeinheiten bezeichnete man als praefecti equitum. In der mittleren Kaiserzeit befehligte ein Praefectus Kavallerieeinheiten verschiedener Stärke, ala quingenaria (500 Mann) und ala miliaria (1000 Mann). Letzteres kam eher selten vor. In diesem Fall stand ihr Präfekt rangmäßig über den anderen Hilfstruppenkommandanten. Er wurde meist von Angehörigen des Ritterstandes bekleidet, die zur römischen Oberschicht zählten und über den notwendigen Reichtum und Status verfügten, um größere Truppenkontingente zu befehligen. Während der chaotischen Zustände in der Mitte des 3. Jahrhunderts wurden die Aristokraten aus militärischen Positionen entfernt. Anstelle der senatorischen Legati wurden die Legionen nun von einem praepositus agentes vice legati oder praefectus legionis kommandiert, in die nun auch Männer aus den unteren Gesellschaftsschichten befördert werden konnten. Der militärische Rang wurde im späten 4. Jahrhundert n. Chr. abgeschafft, als die römische Armee noch einmal umorganisiert wurde. Praefecti dienten dann u. a. als Generalquartiermeister am Hof des Kaisers. Unter Konstantin I. dem Großen (312–337) wurden auch die vier Prätorianerpräfekten ihrer militärischen Funktionen enthoben, aber sie behielten ihre Justiz- und Finanzzuständigkeiten und zählten zu den höchsten Amtsträgern der Reichsverwaltung.
Laut der ND Orientum standen dem Dux folgende Einheiten zur Verfügung:

### Kavallerie
| Offiziere/Einheit/Limesabschnitt/Kastelle       | Bemerkung | Abbildung |
| ----------------------------------------------- | --- | --------- |
|                                                 | Limitanei – cunei equitum |           |
| Cuneus equitum scutariorum, at Securisca        | Eine Einheit berittener Schildträger im Lager von Tscherkowistsa, BG. |           |
| Cuneus equitum Solensium, at Dimo               | Das Lager von Dimum/Dimo stand im heutigen Belene, BG. Die Reiterformation stammt möglicherweise von einer der britischen Hauslegionen, der Legio XX Valeria Victrix ab. Letztere scheinen in der Notitia als Solenses auf (siehe auch Dux Britanniarum). Eine weitere Infanterieabteilung der Solenses stand in der Armee des Magister militum per Thracias. |           |
| Cuneus equitum scutariorum, at Latius           | Eine Einheit berittener Schildträger, ihr Lager konnte bislang nicht lokalisiert werden. |           |
| Cuneus equitum armigerorum, at Sexagintaprista  | Eine gepanzerte Reitertruppe, die zusammen mit der Legio I Italica, den Hafen von Sexaginta Prista (Russe, BG) schützte. Armigeri bedeutet schwer bewaffnet oder gepanzert. Eine andere Erklärung könnte sein, dass sie die Bezeichnung als Spitznamen oder Auszeichnung erhielten. Zwei weitere solcher schweren Einheiten: - die Armigeri propugnatores seniores und - die Armigeri propugnatores iuniores, standen in der Armee des Comes Africae (Westreich). |           |
| Cuneus equitum secundorum armigerorum, at Tegra | Eine schwere Kavallerieeinheit im Lager von Marten, Ruse, BG. |           |
| Cuneus equitum scutariorum, at Appiara          | Eine Abteilung berittener Schildträger im Lager von Rjachowo, BG. |           |
| Cuneus equitum stablesianorum, at Sucidava      | Eine Einheit der Provinzgarde im Lager von Celei/Corabia, RU. Nicht zu verwechseln mit dem Lager von Sacidava, das in der Truppenliste des Dux Scythiae angeführt ist. Sucidava lag als Brückenkopf am linken (nördlichen) Ufer der Donau. Hier wurde während der Regierungszeit von Konstantin I. (328) eine der längsten Brücken (Pons Constantini) der Antike errichtet.                                                                                       |           |

### Infanterie
| Offiziere/Einheit/Limesabschnitt/Kastelle | Bemerkung | Abbildung |
| ----------------------------------------- | --- | --------- |
|                                           | Limitanei – milites |           |
| Milites praeventores, at Ansamo           | Grenzwächter (praeventores = Verhinderer), im Lager Ansamus (Tscherkowitsa, BG) |           |
| Milites Constantini, at Trimammio         | Eine Hilfstruppeneinheit im Lager von Mechka, BG, die vielleicht unter Konstantin I. aufgestellt wurde. Weitere Einheiten dieses Namens in der Notitia waren - die Milites primae Constantini (Auxiliae) in der Armee des Dux Scythiae, - die Constantini Dafnenses und - die Constantini seniores, zwei Legiones comitatenses in der Armee des Magister militum per Thracias. |           |
| Milites Daciscii, at Mediolana            | Eine Hilfstruppeneinheit im Kastell von Mediolana, Lage unbekannt. |           |
| Milites Novenses, at Transmariscae        | Vielleicht ursprünglich aus Novae abkommandierte Grenzwächter im Lager von Tutrakan, BG. |           |
| Milites primi Moesiaci, at Candidiana     | Die erste Kohorte – von ursprünglich in der Provinz Moesia rekrutierten Soldaten – im Lager von Malak Preslavets, BG. |           |
| Milites Moesiaci, at Teglicio             | Eine moesische Kohorte im Lager von Vetren, BG. |           |
| Milites quarti Constantiani, at Durostoro | Wahrscheinlich eine unter Konstantin I. ausgehobene Kohorte im Legionslager von Silistra, BG. |           |
| Milites Cimbriani, at Cimbrianis          | Diese Hilfstruppeneinheit war vielleicht nach ihrem Standort benannt worden waren. Die Cimbriani, eine Legio palatinae, waren dem Comes Africae (Westreich) zugeteilt. |           |

### Legionen
| Offiziere/Einheit/Limesabschnitt/Kastelle                                                            | Bemerkung | Abbildung |
| --- | --- | --------- |
| | Legiones – limitanei |           |
| Praefectus legionis primae Italicae, at Novas                                                        | Die Legio I Italica war seit 70 n. Chr. im Legionslager Novae (Swischtow, BG) stationiert. Andere in der Notitia erwähnte, aus ihr hervorgegangene Einheiten waren - die Primani (Legio palatinae), unter dem Magister militum praesentalis II und die - die Prima Italica (Pseudocomitatenses), sie standen in der Armee des Magister militum per Orientem. |           |
| Praefectus ripae legionis primae Italicae cohortis quintae pedaturae superioris, at Novas            | Auch die fünfte Kohorte der Legio I Italia lag im späten 4. Jahrhundert noch in Novae. Ihr Kommandant sicherte eine der insgesamt sieben in der Notitia genannten Uferpräfekturen. |           |
| Praefectus ripae legionis primae Italicae cohortis quintae pedaturae inferioris, at Sexagintaprista  | Ein Detachement der Legio I Italica, das den unteren Flussabschnitt und Hafen von Sexaginta Prista (Ruse, BG) sicherte. |           |
| Praefectus legionis undecimae Claudiae, at Durostoro                                                 | Die Legio XI Claudia war seit dem 2. Jahrhundert in Durostorum (Silistra, BG) stationiert. Andere in der Notitia gelistete Vexilarii dieser Legion waren - die Undecimani unter den Comes Hispaniarum (Westreich) und - die Undecimani unter dem Magister militum praesentalis II.                                                                           |           |
| Praefectus legionis undecimae Claudiae cohortis quintae pedaturae superioris, at Transmariscae       | Die fünfte Kohorte der Legio XI Claudia in Tutrakan, BG. Ihr Kommandant sicherte den oberen Abschnitt von einer der insgesamt sieben in der Notitia genannten Uferpräfekturen. |           |
| Praefectus ripae legionis undecimae Claudiae cohortis quintae pedaturae inferioris, at Transmariscae | Ein Detachement der Legio IX Claudia, das den unteren Flussabschnitt und Hafen von Tutrakan, BG, sicherte. |           |

### Marineinfanterie
| Offiziere/Einheit/Limesabschnitt/Kastelle                 | Bemerkung                                                           | Abbildung |
| --------------------------------------------------------- | ------------------------------------------------------------------- | --------- |
|                                                           | Classes – Milites navium                                            |           |
| Milites navclarii Altinenses, at Altino                   | Eine Marineeinheit im Lager von Oltina, RO.                         |           |
| Milites tertii navclarii, at Appiaria                     | Die dritte Abteilung einer Marineeinheit im Lager von Rjachowo, BG. |           |
| Praefectus navium amnicarum et militum ibidem deputatorum | Der Präfekt einer zur Schiffsbewachung abkommandierten Abteilung.   |           |

### Straßensicherungseinheiten
| Offiziere/Einheit/Limesabschnitt/Kastelle | Bemerkung | Abbildung |
| ----------------------------------------- | --- | --------- |
|                                           | Laterculum minus |           |
|                                           | Cohortes – limitanei |           |
|                                           | In provincia Rotopia |           |
| Cohors quarta Gallorum, at Ulucitra       | Die vierte Kohorte der Gallier im Lager von Utum, BG. |           |
| Cohors prima Aureliana, Radice-Viamata    | Diese erste – wohl zur Zeit des Aurelian aufgestellte – Kohorte stand in den Lagern von Beli Osam und Mihiltsi, BG. Sie schützte die Straße von Philippopulis nach Oescus. |           |
|                                           | In provincia Thracia |           |
| Cohors tertia Valeria Bacarum, at Drasdes | Vielleicht eine Einheit, die aus der Cohors III Bracaraugustanorum hervorgegangen ist. Diese wurde ursprünglich in Bracara Augusta (Braga) in Nordportugal rekrutiert.     |           |